# Calycoseris
Calycoseris là một chi thực vật có hoa trong họ Cúc (Asteraceae).

## Loài
Chi Calycoseris gồm các loài: